# Sawamura Eiji
Sawamura Eiji (沢村 栄治; 1 tháng 2 năm 1917 – 2 tháng 12 năm 1944) là một tay ném bóng chày chuyên nghiệp người Nhật Bản. Là một cầu thủ ném bóng thuận tay phải, anh đã chơi ở Giải bóng chày quốc gia Nhật Bản (JBL, tiền thân của Nippon Professional Baseball) cho CLB Yomiuri Giants.

## Tiểu sử
Vào ngày 20 tháng 11 năm 1934, Sawamura, lúc đó 17 tuổi, đã đối đầu với một đội gồm những cầu thủ ngôi sao đến từ Giải bóng chày nhà nghề Mỹ (MLB), bao gồm Babe Ruth, Jimmie Foxx, Lou Gehrig và Charlie Gehringer, trong một trận đấu giao hữu trên Sân vận động Kusanagi . Vào sân ném từ hiệp bốn, anh đã 9 lần loại đối thủ bằng strikeout và chỉ để để thua chung cuộc đội Mỹ với cách biệt một điểm ghi được với cú home run của Gehrig ở hiệp thứ bảy. Tuy nhiên, màn trình diễn khuất phục những Gehringer, Ruth, Gehrig và Foxx của Sawamura đã khiến Connie Mack, huấn luyện viên trưởng đội tuyển du đấu Mỹ, ấn tượng đến nỗi ông đã đề nghị ký hợp đồng để Sawamura thi đấu tại Major League Baseball; tuy nhiên Sawamura đã từ chối đi, với lý do không muốn rời bỏ quê hương.

## Sự nghiệp chuyên nghiệp
Hiệu ứng truyền thông trên toàn Nhật Bản của loạt đấu giao hữu nói trên với dàn sao Major League Baseball đã dẫn đến việc thành lập Giải bóng chày quốc gia Nhật Bản vào năm 1936. Sawamura tiếp tục đầu quân cho đội tuyển giao hữu nọ, lúc này đã mang tên Tokyo Giants và đã trở thành một trong những tay ném át chủ bài của họ. Ông là người ném trận no-hit no-run (không để đối phương ghi được hit hay điểm) đầu tiên trong lịch sử bóng chày chuyên nghiệp Nhật Bản vào ngày 25 tháng 9 năm 1936, cũng như tái lập thành tích trên vào ngày 1 tháng 5 năm 1937 và ngày 6 tháng 7 năm 1940. Năm 1937, thành tích 33 thắng – 10 thua với tỉ lệ mất điểm (ERA) chỉ 1,38 đã giúp Sawamura giành danh hiệu Cầu thủ xuất sắc nhất mùa giải. Từ năm 1937 đến năm 1943, Sawamura đã ra sân ném tổng cộng 105 trận, với thành tích thắng-thua là 63-22, 554 lần strikeout và ERA 1,74.

## Nhập ngũ, sa sút và tử trận
Sawamura bị tổng động viên trong quân đội đế quốc Nhật Bản vào năm 1939, và đã tham gia chiến đấu trong Chiến tranh Trung – Nhật. Tuy nhiên, ông được đặc cách về nước để thi đấu trong mùa giải JBL, ngay cả sau khi Nhật Bản tấn công Trân Châu Cảng vào ngày 7 tháng 12 năm 1941. Ông đã thi đấu trong mùa giải 1942 và 1943, nhưng không được Giants (bấy giờ mang tên Kyojin) gia hạn hợp đồng cho mùa giải rút ngắn năm 1944 vì sa sút phong độ. Nguyên nhân sa sút được cho là từ một chấn thương ông gặp phải khi tại ngũ trong một cuộc thi ném lựu đạn.
Đầu tháng 12 năm 1944, Sawamura cùng Sư đoàn Bộ binh 23 lên tàu chở quân Hawaii Maru để lên đường đến Borneo ứng viện cho mặt trận Thái Bình Dương. Tuy nhiên, vào lúc 04 giờ sáng ngày 2 tháng 12 năm 1944, con tàu đã bị tàu ngầm USS Sea Devil đánh chìm bằng ngư lôi ngoài khơi Yakushima, một hòn đảo phía nam Kyushu. Sawamura cùng hơn 2.000 binh lính và thủy thủ đã tử nạn trong vụ chìm tàu.
Sawamura là một trong những người đầu tiên được ghi danh vào Đại sảnh danh vọng bóng chày Nhật Bản vào năm 1959. Giải thưởng Sawamura, trao cho những cầu thủ ném bóng xuất sắc nhất của JBL từ năm 1947, Central League từ năm 1950 và trên toàn Nippon Professional Baseball từ năm 1960, được đặt theo tên ông.